# 2004년 뉴욕 영화제
제42회 뉴욕 영화제는 2004년 10월 1일에 열린 시상식이다.

## 수상 (비경쟁)

### 장편 상영작
- 룩 앳 미 - 아네스 자우이
- 트리플 에이전트 - 에릭 로메르
- 열대병 - 아피찻퐁 위라세타쿤
- 언더토우 - 데이빗 고든 그린
- 아워 뮤직 - 장 뤽 고다르
- 전장의 한가운데 - 다니엘 아르비드
- 오르 - 케렌 예다야
- 타네이션 - 조나단 카우에트
- 킹스 앤 퀸 - 아르노 데스플레샹
- 여자는 남자의 미래다 - 홍상수
- 베라 드레이크 - 마이크 리
- 나쁜 교육 - 페드로 알모도바르
- 연인 - 장이머우
- 홀리 걸 - 루크레시아 마르텔
- 롤링 패밀리 - 파블로 트라페로
- 세계 - 지아장커
- 물라데 - 우스만 셈벤
- 킨 - 로즈 H. 케리건
- 사라방드 - 잉그마르 베르히만
- 팰린드롬 - 토드 솔론즈
- 카페 뤼미에르 - 허우 샤오시엔
- 사이드웨이 - 알렉산더 페인